# 岡田サリオ
岡田 サリオ（おかだ さりお、1993年9月28日 - ）は、日本の女優、タレント。東京都出身。ジャパン・ミュージックエンターテインメント（イー・コンセプト）所属。

## 略歴
バレエダンサーを経て2014年、芸能界入り。
巨乳推しで知られる芸能事務所・サンズエンタテインメントの社長である野田義治が「これからの時代は肉感的なケツだ!」と言わしめたヒップをチャームポイントとする。
2021年6月30日、6年間所属していたサンズエンタテインメントを退社した。
2022年2月22日、自身のInstagramでジャパン・ミュージックエンターテインメントに移籍したことを発表した。

## 人物
- 母親がスペイン系フィリピン人のハーフである。
- 趣味はダンス[1]。
- 特技は8歳から続けているクラシック・バレエ、アクション[1]。
- 生まれつき“二重関節”[2]（先天的に関節の可動域が広い[5]）のため、逆Y字バランスができる[6]。
- 2017年9月28日のプロ野球ロッテ－オリックス戦の始球式で“I字開脚始球式”を行ったことで、インターネット上を中心に一気に知名度を上げた[7][8][9]。

## 出演

### 舞台
- 「リボンの騎士」（2016年3月、六行会ホール）
- ダンスエンターテイメントショーケース「FOCUS」（2017年4月）
- ダンスミュージカル「X PLAYer」(2017年8月、赤坂BLITZ） - 主演・まこと 役
- ミュージカル「星の見た夢」(2019年）
- ミュージカル「I’m Here!」(2019年）
- 「イッツ ショータイム」(2020年）

### 映画
- TOO YOUNG TO DIE! 若くして死ぬ（2016年6月25日公開、東宝・アスミック・エース）
- 南瓜とマヨネーズ（2017年11月11日公開、S・D・P） - 尚美 役

### テレビドラマ
- 警視庁・捜査一課長 season2 最終話（2017年6月22日、テレビ朝日） - 美樹 役
- 七夕さよなら、またいつか（2018年7月7日・7月14日、日本テレビ） - 坂井 役
- マジムリ学園（2018年7月26日、日本テレビ） - 田中サキ 役
- 向かいのバズる家族（2019年、日本テレビ） - キララ 役
- 必修!マウンティング会話講座（NHK） - 倉本もか 役

### MV
- 在日ファンク「おかんむり」（2019年） - ヒロイン 役

### テレビ番組
- 王様のブランチ（TBS）（2015年10月10日 - 2017年9月、ブランチレポーター）
- ヨソで言わんとい亭（テレビ東京）（2015年9月17日ゲスト出演）
- ポンコツ＆さまぁ～ず（テレビ東京）（2015年11月7日ゲスト出演）
- 浜ちゃんが!（読売テレビ）（2015年11月11日ゲスト出演）
- ドラGO!（テレビ東京）（2015年12月20日ゲスト出演）
- アニメちゃんに会える国 （TOKYO MXテレビ）（料理コーナー担当）
- 水曜日のダウンタウン（TBS）（2016年5月25日ゲスト出演）
- 村上マヨネーズのツッコませて頂きます！（フジテレビ）（2016年7月9日・8月27日ゲスト出演）
- 必勝あたりまえ検定（TBS）（2016年9月28日ゲスト出演）
- めちゃ×2イケてるッ!（フジテレビ）（2016年11月5日）
- MATSUぼっち（フジテレビ）（2016年11月18日ゲスト出演）
- おとなのなごやの歩き方（三重テレビ）（2017年9月9日・10日）
- バラいろダンディ（TOKYO MXテレビ）（2017年11月21日）
- ニュース女子（TOKYO MXテレビ）（2017年12月25日）
- じっくり聞いタロウ（テレビ東京）（2018年3月9日）
- 有吉反省会（日本テレビ）（2018年4月21日）
- 有田哲平の夢なら覚めないで（TBS）（2018年5月8日）
- ロンドンハーツ「時々呼ぶかもしれない女性タレントオーディション」（2020年1月7日、テレビ朝日）

### ウェブテレビ
- 美女ランチ（2016年4月12日 - 16日、12月21日、AbemaTV）
- スリルな夜！（2016年6月７日、AbemaTV）
- アンタッチャブル柴田のアニマル調査団（2016年11月15日 - 、360Channel - VR作品）[10][11]
- 芸能義塾大学＃6カラテカ入江の5000人飲みから生まれた人心掌握術（2017年8月、AbemaTV）

### CM
- 冬の観光PR動画／みやぎ湯渡軍団 - 宮城 湯渡り上手な冬の旅（2017年12月、宮城県） - ナルコ刑事 役

### ラジオ
- 「MAGICAL SNOWLAND」 2014年度スノーレポーター（NACK5 土曜日18:00 - 21:00、2014年10月 - 2015年3月）
- 「The Nutty Radio Show おに魂」　木曜パーソナリティー（NACK5 木曜日20:00 - 23:00、2015年4月2日 - 2017年3月）
- 「Nutty Radio Show THE魂（ソウル）」　木曜パーソナリティー（NACK5 木曜日20:00 - 23:00、2017年3月 - 2021年3月）

### 雑誌
- 「週刊プレイボーイ」（集英社、2014年8月4日号No.30、2015年3月23日号No.12、2015年11月30日号No.48）
- 「ビッグコミックスピリッツ」（小学館、2015年4・5合併号）
- 「ヤングチャンピオン」（秋田書店、2015年No.22、10月27日発売[12]）
- 「CAPA」（学研、2015年9月号）表紙

## 作品

### DVD
1. 岡田サリオ first position（2015年2月20日、竹書房）